# ViXra
viXra je spletni arhiv elektronskih preprintov, ki ga je ustvaril britanski fizik Phil Gibbs kot alternativo prevladujočemu servisu arXiv v skrbi in nadzoru Univerze Cornell. ViXra pokriva članke iz znanosti in matematike, namenjena pa je celotni znanstveni skupnosti. Sprejema zapise od avtorjev, ki nimajo nujno akademske pripadnosti in brez omejitve glede kakovosti. Elektronski zapisi v arhivu viXra so združeni v več širokih kategorij: fizika, matematika, računalništvo, biologija, kemija, humanistične vede in druga področja.
Gibbsova izvirna motivacija za začetek arhiva je bila oskrba raziskovalcem, ki so bili prepričani, da so njihove preprinte nepošteno zavrnili ali reklasificirali moderatorji servisa arXiv. Poleg tega predstavlja tudi preskus in pokazatelj katera znanstvena dela in kaj vse ni prišlo v arXiv. Do leta 2013 je imel arhiv več kot 4000 preprintov.